# Szászsebesi vár
A szászsebesi vár műemlék Romániában, Fehér megyében. A romániai műemlékek jegyzékében az AB-II-a-A-00325 sorszámon szerepel.

## Története
1150-ben a betelepedett erdélyi szászok sánccal megerősített favárat építettek. Zsigmond király engedélyével a várost kőfallal vették körül. 1438-ban II. Murád szultán serege foglalta el.
1567-ben II. János magyar király elrendelte, hogy a nagyszebeni országgyűlés határozatának megfelelően a vár építésére a „nemesek […] az ő jószágokból minden kaputól huszonöt-öt pénzt, az mely nemes embernek penig jobbágyi rováson nem volnának, azok ötven-ötven pénzt, az egyházhelyi nemesek penig huszonöt-öt pénzt adjanak, kikkel az székelység is egyenlő terhet vőn magára.”
A Rákóczi-szabadságharc alatt Csáky András foglalta el 1706-ban; 1708. augusztus 4-én ismét a császáriak kezére jutott.
1849. február 5-én Bem József foglalta el, és innen indult a piski csatába.
A 19. század második felében a kapukat és a várfal jelentős részét lebontották.

## Leírása
A várfalak alaprajza téglalap alakú, nyugaton és északon kaputornyokkal. Összesen nyolc torony volt, ebből négy maradt fenn: a délkeleti Szabó vagy Deák-torony, az északkeleti nyolcszögletű torony (1678), az északnyugati Csizmadia-torony (1513), illetve a nyugati kapu félköríves tornya (1634). A mintegy 1,7 kilométernyi hosszúságban megmaradt falak vastagsága 1,5 méter, magasságuk 7 méterig terjed.